# 尤寧鎮區 (密蘇里州蘭道夫縣)
尤寧鎮區（英語：Union Township）是位於美國密蘇里州蘭道夫縣的一個行政鎮區。

## 地方資料
尤寧鎮區的面積為79.26平方千米，皆為陸地。根據2020年美國人口普查的數據，當地共有人口873人，而人口密度為每平方千米11.01人。